# Gran Premio de Río de Janeiro de Motociclismo de 2002
El Gran Premio de Río de Janeiro de Motociclismo de 2002 fue la duodécima prueba del Campeonato del Mundo de Motociclismo de 2002. Tuvo lugar en el fin de semana del 20 al 22 de septiembre de 2002 en el Autódromo Internacional Nelson Piquet, situado en la ciudad de Río de Janeiro, Brasil. La carrera de MotoGP fue ganada por Valentino Rossi, seguido de Max Biaggi y Kenny Roberts, Jr.. Sebastián Porto ganó la prueba de 250cc, por delante de Roberto Rolfo y Franco Battaini. La carrera de 125cc fue ganada por Masao Azuma, Arnaud Vincent fue segundo y Manuel Poggiali tercero.

## Resultados

### Resultados MotoGP
| Pos. | N.º | Piloto              | Constructor | Vueltas | Tiempo    | Parrilla | Pts. |
| ---- | --- | ------------------- | ----------- | ------- | --------- | -------- | ---- |
| 1    | 46  | Valentino Rossi     | Honda       | 24      | 49:09.516 | 2        | 25   |
| 2    | 3   | Max Biaggi          | Yamaha      | 24      | +1.674    | 1        | 20   |
| 3    | 10  | Kenny Roberts, Jr.  | Suzuki      | 24      | +18.764   | 16       | 16   |
| 4    | 4   | Alex Barros         | Honda       | 24      | +24.759   | 15       | 13   |
| 5    | 65  | Loris Capirossi     | Honda       | 24      | +32.354   | 12       | 11   |
| 6    | 6   | Norifumi Abe        | Yamaha      | 24      | +34.360   | 11       | 10   |
| 7    | 19  | Olivier Jacque      | Yamaha      | 24      | +44.250   | 7        | 9    |
| 8    | 15  | Sete Gibernau       | Suzuki      | 24      | +57.150   | 18       | 8    |
| 9    | 17  | Jurgen vd Goorbergh | Honda       | 24      | +1:09.987 | 8        | 7    |
| 10   | 8   | Garry McCoy         | Yamaha      | 24      | +1:17.611 | 4        | 6    |
| 11   | 30  | José Luis Cardoso   | Yamaha      | 24      | +1:20.837 | 20       | 5    |
| 12   | 9   | Nobuatsu Aoki       | Proton KR   | 24      | +1:50.774 | 10       | 4    |
| 13   | 31  | Tetsuya Harada      | Honda       | 23      | +1 lap    | 19       | 3    |
| 14   | 21  | John Hopkins        | Yamaha      | 23      | +1 lap    | 14       | 2    |
| Ret  | 55  | Régis Laconi        | Aprilia     | 22      | Accident  | 17       |      |
| Ret  | 7   | Carlos Checa        | Yamaha      | 16      | Accident  | 5        |      |
| Ret  | 99  | Jeremy McWilliams   | Proton KR   | 4       | Accident  | 3        |      |
| Ret  | 56  | Shinya Nakano       | Yamaha      | 3       | Accident  | 13       |      |
| Ret  | 11  | Tohru Ukawa         | Honda       | 1       | Accident  | 9        |      |
| Ret  | 74  | Daijiro Kato        | Honda       | 0       | Accident  | 6        |      |

## Resultados 250cc
| Pos. | Piloto            | Constructor | Tiempo    | Parrilla | Pts. |
| ---- | ----------------- | ----------- | --------- | -------- | ---- |
| 1    | Sebastián Porto   | Yamaha      | 47:01.307 | 2        | 25   |
| 2    | Roberto Rolfo     | Honda       | +14.114   | 9        | 20   |
| 3    | Franco Battaini   | Aprilia     | +15.812   | 10       | 16   |
| 4    | Marco Melandri    | Aprilia     | +26.998   | 4        | 13   |
| 5    | Toni Elías        | Aprilia     | +29.533   | 3        | 11   |
| 6    | Casey Stoner      | Aprilia     | +31.868   | 12       | 10   |
| 7    | Emilio Alzamora   | Honda       | +45.373   | 11       | 9    |
| 8    | Naoki Matsudo     | Yamaha      | +1:11.324 | 7        | 8    |
| 9    | Shahrol Yuzy      | Yamaha      | +1:13.787 | 13       | 7    |
| 10   | Leon Haslam       | Honda       | +1:15.478 | 17       | 6    |
| 11   | Jaroslav Huleš    | Yamaha      | +1:16.715 | 14       | 5    |
| 12   | David Checa       | Aprilia     | +1:50.844 | 18       | 4    |
| 13   | Erwan Nigon       | Honda       | +1:58.717 | 15       | 3    |
| 14   | Dirk Heidolf      | Aprilia     | +2:12.040 | 24       | 2    |
| 15   | Jakub Smrž        | Honda       | +1 Lap    | 23       | 1    |
| 16   | Raúl Jara         | Aprilia     | +1 Lap    | 25       |      |
| 17   | Héctor Faubel     | Aprilia     | +1 Lap    | 22       |      |
| Ret  | Fonsi Nieto       | Aprilia     | Ret       | 5        |      |
| Ret  | Hugo Marchand     | Aprilia     | Ret       | 20       |      |
| Ret  | Randy de Puniet   | Aprilia     | Ret       | 1        |      |
| Ret  | Alex Debón        | Aprilia     | Ret       | 8        |      |
| Ret  | Roberto Locatelli | Aprilia     | Ret       | 6        |      |
| Ret  | Jason Vincent     | Honda       | Ret       | 16       |      |
| Ret  | Haruchika Aoki    | Honda       | Ret       | 19       |      |
| Ret  | Eric Bataille     | Honda       | Ret       | 21       |      |

## Resultados 125cc
| Pos. | Piloto            | Constructor | Tiempo    | Parrilla | Pts. |
| ---- | ----------------- | ----------- | --------- | -------- | ---- |
| 1    | Masao Azuma       | Honda       | 46:28.675 | 18       | 25   |
| 2    | Arnaud Vincent    | Aprilia     | +1.705    | 2        | 20   |
| 3    | Manuel Poggiali   | Gilera      | +1.760    | 1        | 16   |
| 4    | Gábor Talmácsi    | Italjet     | +9.177    | 3        | 13   |
| 5    | Pablo Nieto       | Aprilia     | +26.596   | 7        | 11   |
| 6    | Stefano Perugini  | Italjet     | +32.745   | 19       | 10   |
| 7    | Jorge Lorenzo     | Derbi       | +34.150   | 14       | 9    |
| 8    | Mika Kallio       | Honda       | +34.488   | 9        | 8    |
| 9    | Klaus Nöhles      | Honda       | +36.641   | 21       | 7    |
| 10   | Lucio Cecchinello | Aprilia     | +40.381   | 5        | 6    |
| 11   | Alex de Angelis   | Aprilia     | +40.615   | 4        | 5    |
| 12   | Gino Borsoi       | Aprilia     | +41.428   | 11       | 4    |
| 13   | Andrea Dovizioso  | Honda       | +41.608   | 17       | 3    |
| 14   | Simone Sanna      | Aprilia     | +41.630   | 15       | 2    |
| 15   | Héctor Barberá    | Aprilia     | +45.147   | 10       | 1    |
| 16   | Andrea Ballerini  | Honda       | +49.885   | 23       |      |
| 17   | Stefano Bianco    | Aprilia     | +57.060   | 20       |      |
| 18   | Steve Jenkner     | Aprilia     | +1:13.948 | 6        |      |
| 19   | Christian Pistoni | Italjet     | +1:14.061 | 30       |      |
| 20   | Mirko Giansanti   | Honda       | +1:17.495 | 13       |      |
| 21   | Marco Simoncelli  | Aprilia     | +1:23.540 | 25       |      |
| 22   | Joan Olivé        | Honda       | +1:24.059 | 16       |      |
| 23   | Michel Fabrizio   | Gilera      | +1:26.189 | 26       |      |
| 24   | Thomas Lüthi      | Honda       | +1:29.225 | 24       |      |
| 25   | Noboru Ueda       | Honda       | +1:32.402 | 22       |      |
| 26   | Dario Giuseppetti | Honda       | +1:45.091 | 31       |      |
| 27   | Mattia Angeloni   | Gilera      | +1:52.619 | 29       |      |
| 28   | Imre Tóth         | Honda       | +2:01.551 | 27       |      |
| 29   | Chaz Davies       | Aprilia     | +2:04.263 | 28       |      |
| Ret  | Youichi Ui        | Derbi       | Ret       | 12       |      |
| Ret  | Dani Pedrosa      | Honda       | Ret       | 8        |      |
| Ret  | Alex Baldolini    | Aprilia     | Ret       | 32       |      |